# 爱德华·科尔布
爱德华·威廉·科尔布（英語：Edward William Kolb，1951年10月2日—），美国宇宙学家，芝加哥大学教授，物理科学院长。他的研究领域包括大爆炸宇宙学，重子合成，核合成和暗物质。2010年，科尔布获得了丹尼·海涅曼天体物理学奖。